# Horní Újezd (Pardubice)
Horní Újezd é uma comuna checa localizada na região de Pardubice, distrito de Svitavy.